# The Twelve Commandments of Dance
Albums de London Boys
Sweet Soul Music
(1991)
Singles
The Twelve Commandments of Dance est le premier album du groupe britannique d'Eurodance London Boys sorti en 1989.

## Pistes
1. Requiem - 04:21
2. Kimbaley (My Ma-Mama Say) - 04:14
3. Harlem Desire - 03:46
4. Chinese Radio - 03:48
5. Wichitah Woman - 03:56
6. My Love - 03:04
7. I'm Gonna Give My Heart - 04:06
8. El Matinero - 04:12
9. Dance Dance Dance - 03:54
10. Helpless - 03:52
11. Sandra - 04:49
12. The Midi Dance - 03:12